# Meeting Grand Prix IAAF de Dakar
Meeting Grand Prix IAAF de Dakar – mityng lekkoatletyczny, który odbywał się w stolicy Senegalu Dakarze do 2011 roku na stadionie Stade Leopold Senghor. Wówczas rozegrano tutaj ostatni mityng z cyklu World Challenge Meetings. Mityng w Dakarze został zastąpiony zawodami w Ponce Grand Prix w Ponce.